# Phyllopertha abullosa
Phyllopertha abullosa är en skalbaggsart som beskrevs av Lin 1988. Phyllopertha abullosa ingår i släktet Phyllopertha och familjen Rutelidae. Inga underarter finns listade i Catalogue of Life.